# Anni 580 a.C.
Gli anni 580 a.C. sono il decennio che comprende gli anni dal 589 a.C. al 580 a.C. inclusi.

## Eventi, invenzioni e scoperte
- Il re della Lidia, Aliatte, ferma l'invasione dei Medi con la battaglia del 28 maggio 585, famosa per l'eclissi 28 maggio 585.
- 28 maggio del 585, eclissi solare prevista da Talete di Mileto durante i suoi studi in Egitto.

## Personaggi
- Nabucodonosor II, re di Babilonia

## Nati
- Dipeno, scultore greco antico

## Morti
- Psammetico II, sovrano egizio586 a.C.
- Nitokris I, sovrano egizia585 a.C.
- 9 aprile - Jinmu, imperatore giapponese (n. 711 a.C.)
- Ciassare, sovrano583 a.C.
- Arcesilao I di Cirene, re